# Ceyzériat
Ceyzériat je naselje in občina v jugovzhodnem francoskem departmaju Ain regije Rona-Alpe. Leta 2009 je naselje imelo 2.664 prebivalcev.

## Geografija
Kraj se nahaja v pokrajini Bresse ob reki Vallière 8 km vzhodno od Bourga.

## Administracija
Ceyzériat je sedež istoimenskega kantona, v katerega so poleg njegove vključene še občine Bohas-Meyriat-Rignat, Cize, Drom, Grand-Corent, Hautecourt-Romanèche, Jasseron, Ramasse, Revonnas, Simandre-sur-Suran in Villereversure s 9.055 prebivalci.
Kanton je sestavni del okrožja Bourg-en-Bresse.

## Zgodovina
Kraj je bil utrjen v 12. stoletju, ko je v njem bil s strani gospode iz Colignyja postavljen tudi grad.